# Poniklá
Poniklá är en ort i Tjeckien.   Den ligger i distriktet Okres Semily och regionen Liberec, i den norra delen av landet, 100 km nordost om huvudstaden Prag. Poniklá ligger 497 meter över havet och antalet invånare är 1 247.
Terrängen runt Poniklá är kuperad åt nordväst, men åt sydost är den platt. Runt Poniklá är det ganska tätbefolkat, med 160 invånare per kvadratkilometer. Närmaste större samhälle är Jilemnice, 6,6 km sydost om Poniklá. I omgivningarna runt Poniklá växer i huvudsak blandskog.